# Makkarasaari (ö i Lappland, Kemi-Torneå)
Makkarasaari är en ö i Finland. Den ligger i vattendraget Simojoki och i kommunen Simo i den ekonomiska regionen  Kemi-Torneå  och landskapet Lappland, i den norra delen av landet, 600 km norr om huvudstaden Helsingfors. Öns area är 7,8 hektar och dess största längd är 430 meter i sydväst-nordöstlig riktning.